# Hydroniscus buzwilsoni
Hydroniscus buzwilsoni là một loài chân đều trong họ Haploniscidae. Loài này được George miêu tả khoa học năm 2004.